# Свободный город Фиуме
Свободный город Фиуме или Свободное государство Фиуме (итал. Stato libero di Fiume, хорв. Slobodna Država Rijeka) — независимый город-государство, просуществовавший с 1920 по 1924 годы. Его территория составляла 28 км² — город Риека (Фиуме) и коридор, соединявший город с Италией.
После Первой мировой войны и распада Австро-Венгрии владение Фиуме стало крупной международной проблемой — на важнейший морской порт Адриатики претендовали Королевство сербов, хорватов и словенцев (позднее Королевство Югославия) и Королевство Италия. Оба государства считали город своей территорией. Пока шли мирные переговоры на Парижской конференции, 12 сентября 1919 года Габриеле д’Аннунцио возглавил вторжение в Фиуме итальянских националистов, заставив отступить американо-британо-французские оккупационные силы. Д’Аннунцио настаивал на том, чтобы Италия аннексировала Фиуме, однако правительство не пошло на такой шаг. Напротив, Италия под давлением союзников вынуждена была объявить морскую и сухопутную блокаду Фиуме. В итоге на годовщину захвата города «команданте» Д’Аннунцио провозгласил Фиуме независимым государством, а себя — регентом.
По соглашению держав-победительниц, Фиуме стало независимым буферным государством. Американский президент Вудро Вильсон стал арбитром в пограничном конфликте. По его предложению, в Фиуме могла разместиться штаб-квартира Лиги Наций.
12 ноября 1920 года по итогам Фиумского конфликта был заключён Рапалльский договор (1920), согласно которому все стороны признавали независимость Фиуме и обязались сохранять его целостность. Государство было признано США, Францией и Великобританией. Д’Аннунцио Рапалльский договор признавать отказался и сам объявил Италии войну, однако после обстрела итальянским флотом 30 декабря 1920, вынужден был сдать город. В силу рапалльских соглашений, область Фиуме ещё три года формально сохраняла статус «свободного государства».
В январе 1921 года в городе было создано временное правительство с задачей подготовить конституцию Свободного государства. 24 апреля 1921 года состоялись первые парламентские выборы, на которых автономисты бросили вызов ирредентистско-фашистской партии Д'Аннунцио, объединенной в список «Национального союза». Автономисты победили, набрав 6558 голосов против 3443 голосов Национального союза. Глава списка победителей Риккардо Занелла стал первым президентом Свободного государства. Националисты, фашисты и сторонники Д'Аннунцио не сдались и создали Комитет национальной обороны с целью свержения избранного правительства. Насилие и запугивание достигли кульминации 3 марта 1922 года, когда фашисты и сторонники Д'Аннунцио напали на правительственное здание и заставили Занеллу подписать заявление об отставке.
В то время как правительство Занеллы и Учредительное собрание были вынуждены покинуть страну (они переехали в Порто-Ре, под защиту короля сербов, хорватов и словенцев), 17 марта сторонники Д'Аннунцио назначили главой правительства ирредентиста Аттилио Деполи.
Итальянское правительство решило отправить армию в Фиуме. Генерал Гаэтано Джардино стал военным губернатором с 17 сентября 1923 года с задачей защиты общественного порядка.
27 января 1924 года Королевство сербов, хорватов и словенцев и Королевство Италия подписали Римский договор (пакт Муссолини — Пашича), согласно которому Италия присоединила Фиуме, тогда как КСХС получало Сушак. Правительство Фиуме не признало договора и продолжало существовать в изгнании.